# Eretria

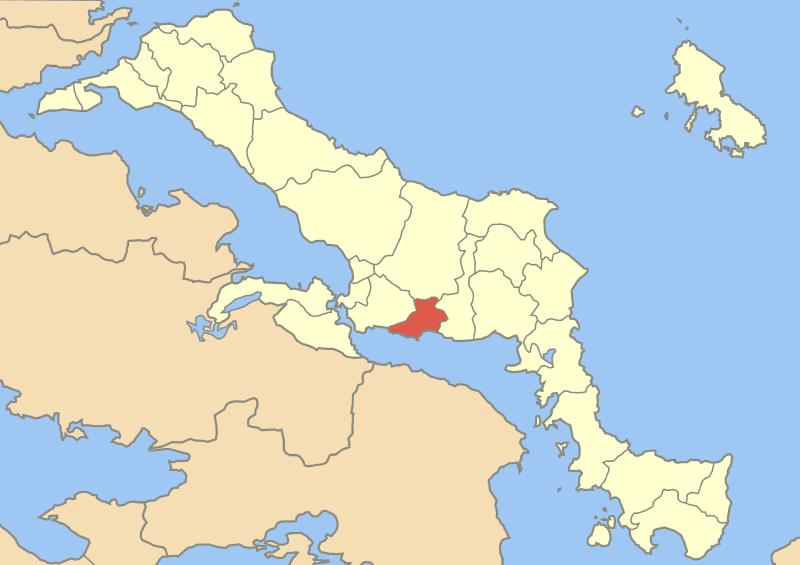
Eretrias läge

Eretria (grekiska: Ερέτρια) var en stad i Antikens Grekland på ön Euboias västkust (nuvarande Évvoia eller Évia), vid Attikas kust vid den smala Euboiska viken. Det finns en modern grekisk stad med samma namn på den antika platsen.

## Historia under antiken

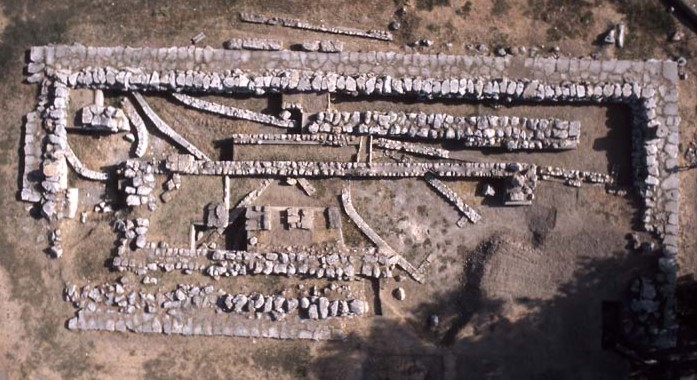
Apollontemplets ruiner, fotade uppifrån

Det tidigaste omnämnandet av Eretria, som finns kvar idag, gjordes av Homeros (Iliaden 2:537), som omnämnde Eretria som en av de grekiska städer, som sände fartyg till det trojanska kriget. Under 700-talet f.Kr. var Eretria och dess granne och rival Chalkis båda mäktiga och blomstrande handelsstäder och eretrianerna kontrollerade de Egeiska öarna Andros, Tenos och Keos. De hade också landområden i Boeotien och på det grekiska fastlandet.
I slutet av 700-talet utkämpade dock Eretria och Chalkis ett långdraget krig (känt huvudsakligen från Thukydides beskrivning) kallat lelantinska kriget. Mycket lite är känt om detaljerna kring detta krig, men det stårt klart att Eretria blev besegrat och förlorade sina territorier i Boeotien och sina egeiska vasaller. Varken Eretria eller Chalkis blev någonsin igen krafter att räkna med inom grekisk politik.
På grund av detta nederlag vände Eretria sin uppmärksamhet mot kolonisation. Invånarna grundade kolonier i norra Egeiska havet, vid Makedoniens kust och även i Italien och på Sicilien.
Eretrianerna var joner och var därför naturliga allierade med Aten. När de joniska grekerna i Mindre Asien gjorde uppror mot Persien 499 gick Eretria med på att tillsammans med Aten skicka hjälp till rebellerna. På grund av detta statuerade Dareios I exempel genom att straffa Eretria under sin invasion av Grekland. 490 blev staden plundrad och bränd av perserna.
Under 400-talet blev hela Euboeia en del av det attiska sjöförbundet, som sedermera blev det Atenska riket. Under det peloponnesiska kriget var Eretria en atensk allierad mot dess doriska rivaler Sparta och Korinth. Dock fann eretrianerna, och resten av riket med dem, snart den atenska dominansen rent förtryckande. När spartanerna besegrade atenarna i slaget vid Eretria 411 gjorde alla de euboeiska städerna uppror.
Efter att Aten så småningom hade blivit besegrat av Sparta 404 återhämtade sig staden snabbt och återetablerade sin hegemoni över Euboeia, vilket var en viktig källa till säd för stadsbefolkningen. Eretrianerna gjorde åter uppror 349 och denna gång kunde atenarna inte återta kontrollen. 343 fick anhängare till Filip II av Makedonien kontrollen över staden, men atenarna under Demosthenes återtog den 341.
Slaget vid Chaironeia 338, där Filip besegrade de grekiska arméerna, markerade slutet för de grekiska stadsstaterna som självständiga stater och Eretria krympte till en provinsstad. 198 blev den plundrad av romarna och 87 blev den slutligen förstörd under de mithridatiska krigen och övergiven.

## Återuppståndelse i modern tid

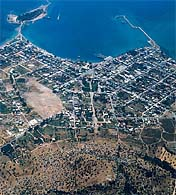
Den moderna staden

Den nuvarande staden Eretria grundades 1824, efter den grekiska självständigheten, och är nu ett populärt turistmål. Utgrävningar av det antika Eretria inleddes under 1890-talet och har sedan 1964 bedrivits av grekiska arkeologiinstitutet i samarbete med den schweiziska arkeologiskolan, som också har grundat dess arkeologiska museum. Den senaste platsen att grävas ut var Apollon Dafneforos.